# Жовтневе (Київ)
Жовтне́ве — колишнє селище, мікрорайон у Святошинському районі міста Києва. Розташоване між Кільцевою дорогою, житловим масивом Микільська Борщагівка та урочищем Скарбовий ліс.
Основні вулиці — Перемоги, Бетховена, Тараса Бульби-Боровця. 

## Історія
Утворилося, було розплановано та забудовано як селище впродовж 1956–1962 років на місці Скарбового лісу (частина лісу збереглася поряд). Під час утворення селище знаходилося за межами міста, 1965 року включене до складу Києва.
Селище має регулярне планування — усі вулиці рівні та прямі, перетинаються під прямим кутом. В основній частині селища 11 поздовжніх та 3 поперечних вулиці, ще дві вулиці знаходяться окремо, не вписуючись у єдину систему. Забудова основної частини селища — малоповерхова, подекуди з вкрапленням 2–3-поверхових багатоквартирних будинків. Між вулицями Мельниченка та Перемоги — частково розташовано промислову зону.